# Sœurs ursulines de Calvarienberg
Les Sœurs ursulines de Calvarienberg (en latin : Congregatione Sororum S. Ursulae de Calvarienberg) sont une congrégation religieuse féminine enseignante de droit pontifical.

## Historique
La congrégation remonte au monastère des Ursulines de Düren construit en 1681 ; une filiale est ouverte en 1710 à Montjoie qui se déplace en 1838 à Calvarienberg près d'Ahrweiler dans l'ancien couvent des Frères mineurs récollets.
La première branche fondée par les ursulines du monastère de Calvarienberg est celle d'Aix-la-Chapelle (1848) puis suivent les fondations de Trèves (1853), Kempen (1867) et Boppard (1868) : ces communautés sont réunis en une congrégation par décret du 1er juillet 1870. 
Les monastères sont fermés par le Kulturkampf, seule reste la maison de Calvarienberg dont l'école est confiée à la direction d'enseignants laïcs. De nombreux religieuses fuient vers la Belgique et les Pays-Bas mais en 1918, elles commencent à rouvrir des maisons dans leur patrie. Le Saint-Siège approuve les ursulines de Calvarienberg comme congrégation de vœux simples le 24 juin 1929.
Blandine Merten (1883-1918), religieuse de cette congrégation, est béatifiée en 1987.

## Activités et diffusion
Les Ursulines sont présentes en Allemagne où elles se consacrent à l'enseignement.
En 2017, la congrégation comptait 33 sœurs dans 3 maisons.